# Sertularella miurensis
Sertularella miurensis is een hydroïdpoliep uit de familie Sertulariidae. De poliep komt uit het geslacht Sertularella. Sertularella miurensis werd in 1921 voor het eerst wetenschappelijk beschreven door Stechow. 